# Josef Voříšek (politik)
Josef Voříšek byl český a československý politik Komunistické strany Československa a poúnorový poslanec Národního shromáždění ČSR.

## Biografie
K roku 1954 se profesně uvádí jako předseda MNV v Drachkově a člen místního JZD.
Ve volbách roku 1954 byl zvolen do Národního shromáždění ve volebním obvodu Praha-venkov jako bezpartijní poslanec, později v průběhu výkonu mandátu uváděn jako člen KSČ. V parlamentu setrval až do konce funkčního období, tedy do voleb roku 1960.